# 首都高速1號上野線
首都高速1號上野線（日语：／ Shuto kōsoku 1 gō Ueno sen */?）是日本東京都中央區江戶橋系統交流道至同都台東區入谷出入口的首都高速道路路線。
1號上野線只能從江戶橋系統交流道往都心環狀線京橋系統交流道方向，無法前往都心環狀線吳服橋出入口方向、6號向島線方向。因1號上野線連絡道路有限，也不與中央環狀線連接，交通量較小，極少塞車。
由於全線都在週末限制大型貨物進入的環七通內，周六晚上10點到周日早上7點禁行大貨車。

## 路線概要
「都道首都高速1號線」起於東京都台東區北上野，至大田區羽田旭町，長21.9公里，其中的江戶橋系統交流道至濱崎橋系統交流道區間屬於首都高速都心環狀線，江戶橋系統交流道以北則稱作「首都高速1號上野線」，濱崎橋系統交流道以南稱作「首都高速1號羽田線」。
1962年（昭和37年）12月20日，日本首座都市高速道路京橋出入口 - 芝浦出入口開通，1963年（昭和38年）12月21日，連接已開通區間的本町出入口至經江戶橋系統交流道至都心環狀線京橋出入口，以及羽田線芝浦出入口至鈴森出入口區間開通。本町以北於1965年9月動工，1969年5月31日開通。首都高速1號上野線全區間是位於昭和通上高架，為雙向各2車道設計。此外，本町出入口與地下停車場共構，而神田川和泉橋以北則與地下的日比谷線並行。該區間的地樑跨過地下鐵，有部分的地樑是與日比谷線建設時同時施工。與總武本線的交會處，首都高速是從鐵道（昭和橋架道橋）下方穿過。日比谷線上野站上方站體大，深度淺，不適合打入地樑，因此改設油壓阻尼器分擔各橋墩在地震時的壓力。

### 延伸計畫
高速1號上野線雖然止於入谷出入口，但有往北延伸連接中央環狀線的高速1號線（2期）計畫。該計畫將在足立區本木建設系統交流道。然而現在都市計畫尚未完成，具體路線與建設時間等細節未定。
1992年（平成4年）12月，首都高速道路公團公布1號線延伸計畫案。

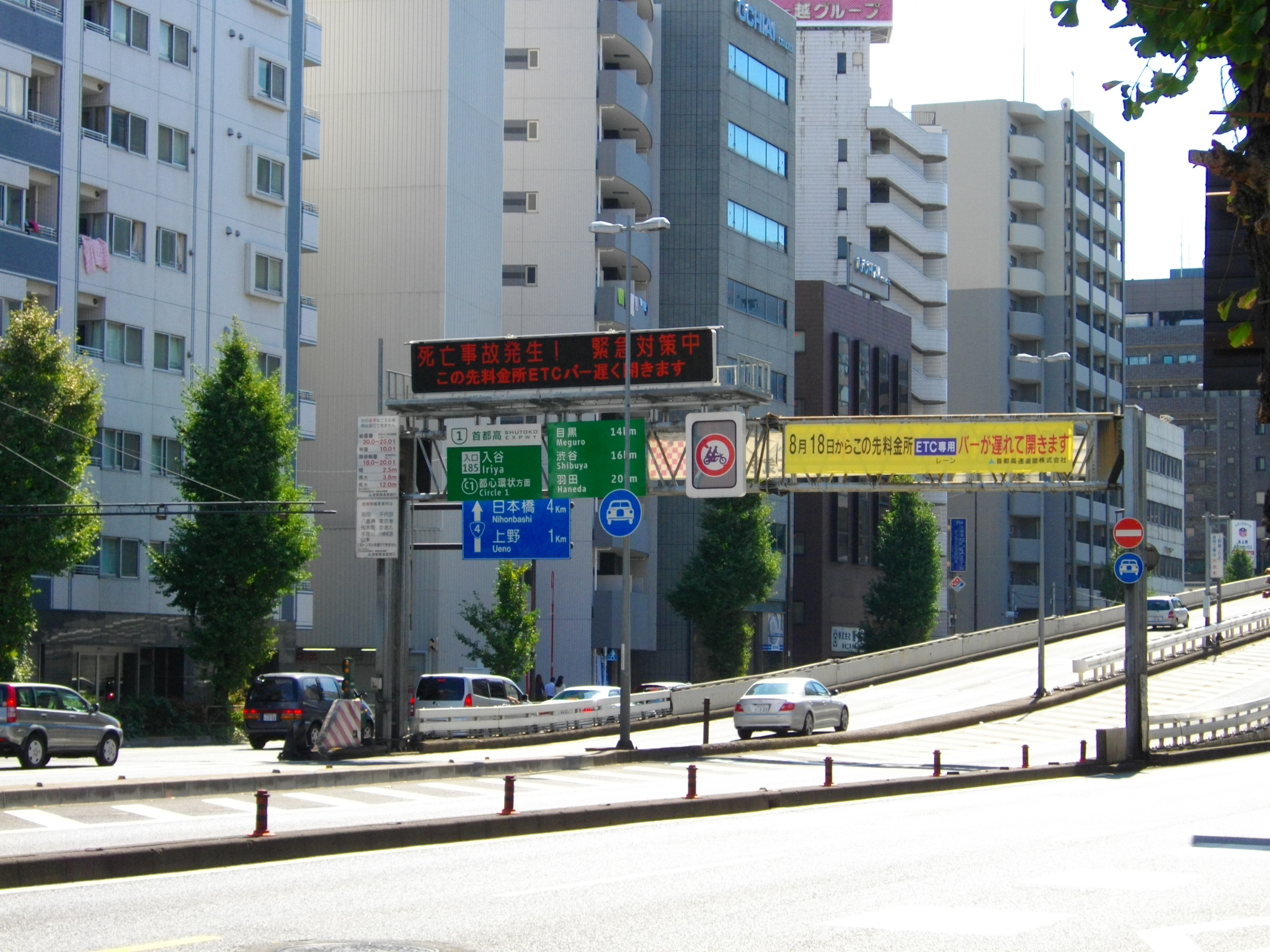
入谷出入口
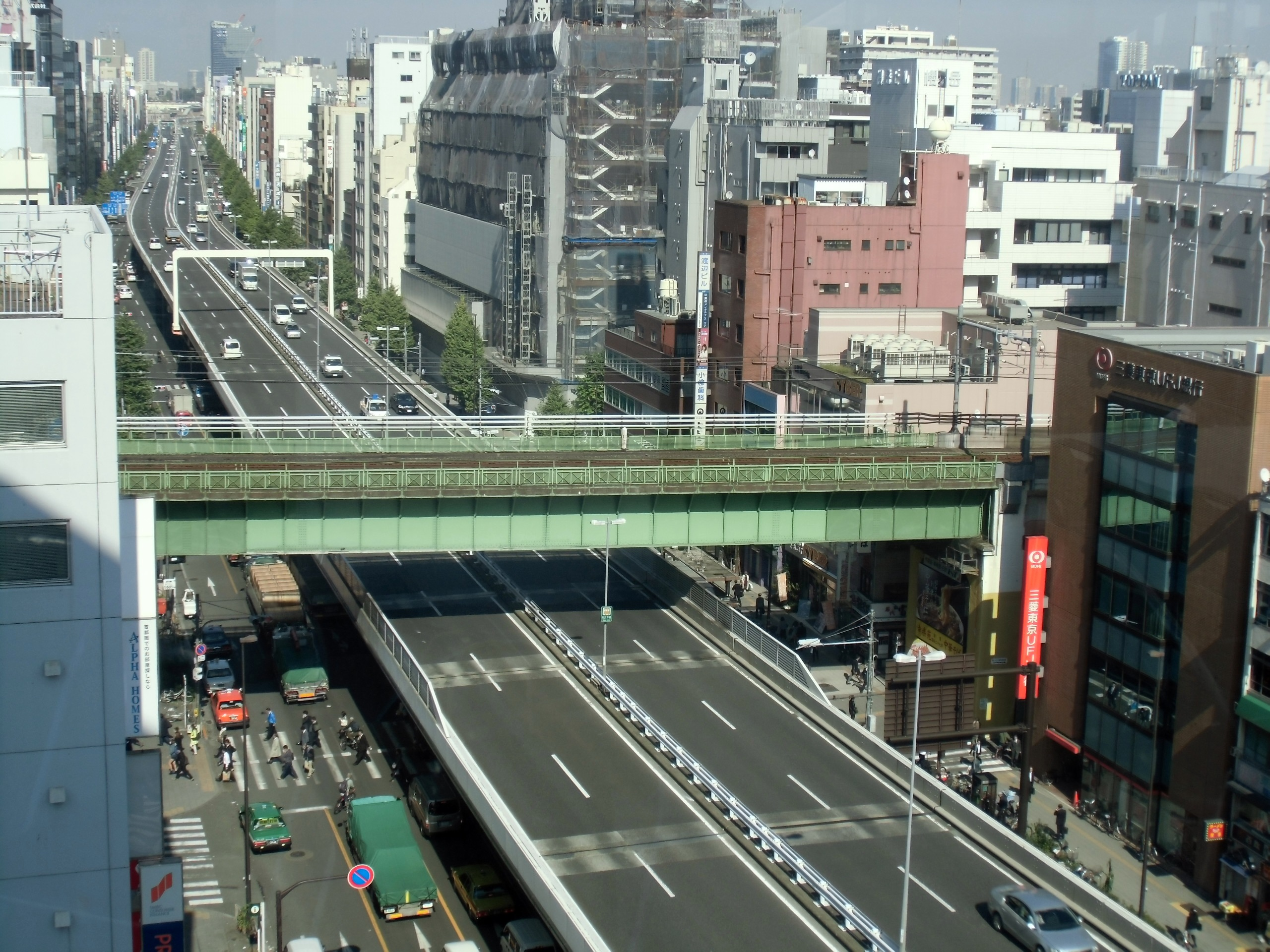
總武線交會處
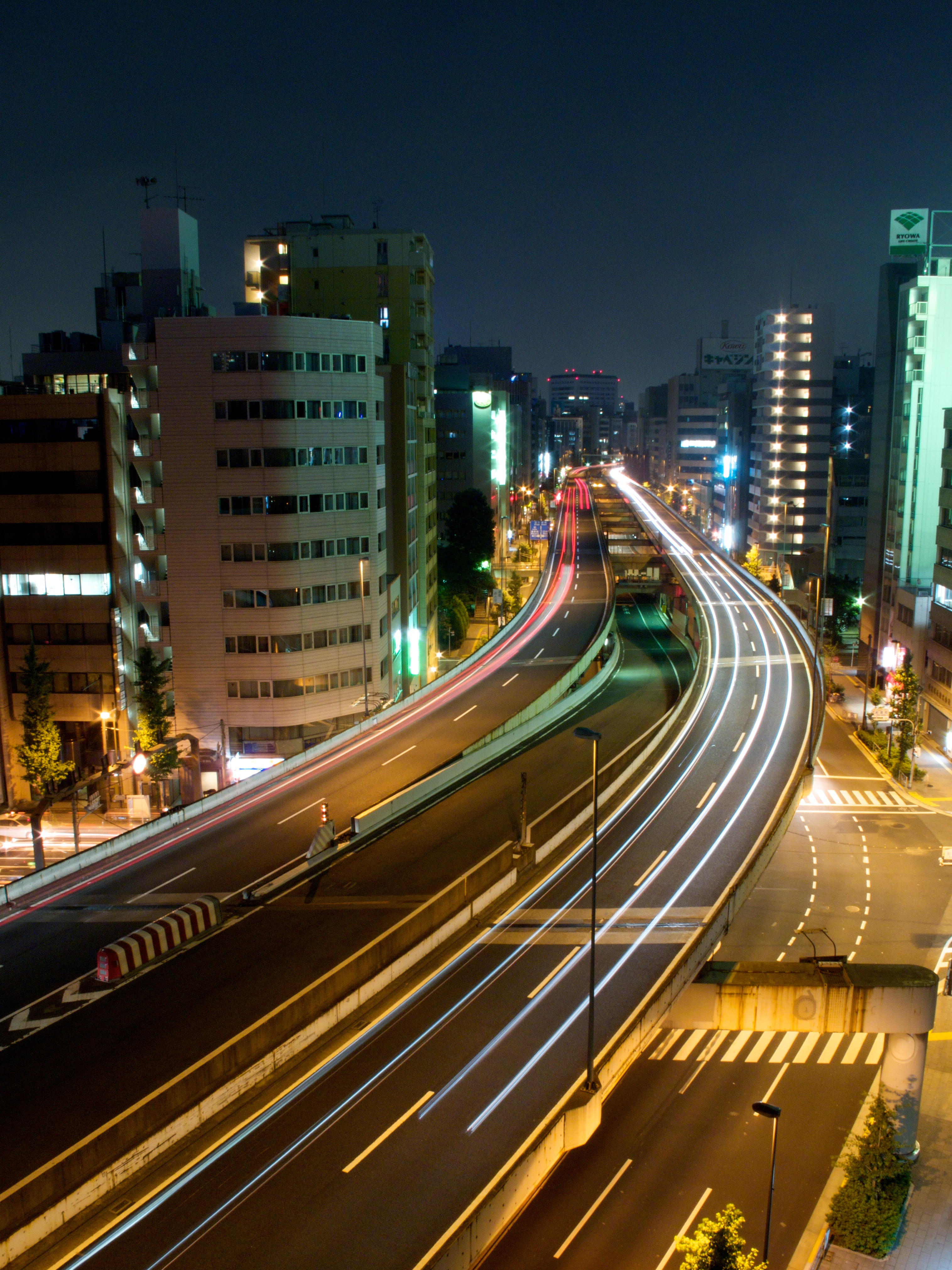
本町出入口

## 出入口
全線都位於日本東京都內。
| 出入口編號                   | 中文設施名 | 日文設施名        | 英文設施名 | 接續路線名                        | 起點起計（公里） | 備註                           | 所在地 |
| ---------------------------- | ---------- | ----------------- | ---------- | --------------------------------- | ---------------- | ------------------------------ | ------ |
| -                            | 江戶橋JCT  |                   |            | 首都高速都心環狀線 銀座、羽田方向 | 0.0              | 竹橋JCT方向、不與6號向島線聯絡 | 中央區 |
| 181                          | 本町出入口 |                   |            | 昭和通                            | 0.2              | 銀座、羽田方向出入口           | 中央區 |
| 182                          | 本町出入口 | 國道4號（昭和通） | 1.0        | 上野、入谷方向出入口              |                  |                                | 中央區 |
| 183                          | 上野出入口 | 國道4號（昭和通） |            |                                   | 2.7              | 銀座、羽田方向出入口           | 台東區 |
| -                            | 北上野TB   |                   |            | -                                 |                  | 銀座、羽田方向                 | 台東區 |
| 185                          | 入谷出入口 |                   |            | 國道4號（昭和通）                 | 4.0              | 銀座、羽田方向出入口           | 台東區 |
| 高速1號線（2期）（廣域道路） |            |                   |            |                                   |                  |                                |        |

## 特定收費區間
- 本町出入口→上野出入口、入谷出入口

## 歷史
- 1963年12月21日：江戶橋系統交流道～本町出入口通車
- 1969年5月31日：本町出入口～入谷出入口開通，全線通車
- 1992年12月23日：公佈延伸計畫[4]

## 交通量
24小時交通量（台）　道路交通調查
| 區間                          | 平成17（2005）年度 | 平成22（2010）年度 | 平成27（2015）年度 |
| ----------------------------- | ------------------ | ------------------ | ------------------ |
| 江戶橋系統交流道 - 本町出入口 | 22,809             | 33,462             | 34,076             |
| 本町出入口 - 上野出入口       | 22,809             | 27,476             | 26,452             |
| 上野出入口 - 入谷出入口       | 22,809             | 19,552             | 18,583             |

（來源：「平成22年度道路交通センサス （页面存档备份，存于）」・「平成27年度全国道路・街路交通情勢調査 （页面存档备份，存于）」（國土交通省網頁））
- 令和2年度預定實施的交通量調査因嚴重特殊傳染性肺炎的影響而延期[5]。

## 外部連結
- 首都高速道路株式會社 （页面存档备份，存于）